# 三原茂
三原 茂（みはら しげる、1961年11月7日 - ）は、日本の実業家。三原グループ代表取締役社長。
福岡県出身。

## 略歴・人物
1961年福岡県生まれ。福岡県立京都高等学校卒業。明治大学政治経済学部を卒業。苅田町議会議員（5期）、苅田商工会議所会頭を務め、三原晴正の後、三原グループ株式会社代表取締役社長に就任。

## 事業の取り組み
木質バイオマス専焼で国内最大クラスの約75MW発電事業
苅田バイオマス事業（福岡県京都郡苅田町　2021年6月運転開始予定）において、プロジェクトファイナンスを組成。本事業は、100%木質バイオマスを燃料とした出力規模約75MWの発電事業であり、同種の発電所としては、日本国内でも最大クラスといわれる。

## その他
福岡県子育て応援宣言に参加
- 子どもの年齢にかかわらず勤務時間の短縮やフレックスタイムなど柔軟な制度を実施。
- 育児休業中の代替要員を確保[3]。

## 家族
- 三原晴正 - 同社取締役会長、苅田商工会議所 名誉会頭。藍綬褒章（1987年）、日本商工会議所  特別功労者表彰（1997年）